# 조원진
조원진(趙源震, 1959년 1월 7일~)은 대한민국의 정치인이다. 제18·19·20대 국회의원을 지냈다.

## 생애
한국외국어대학교 정치외교학과를 나온 그는, 대우그룹 중국기획조사부장으로 근무했다. 대구 달서구에 출마하여 제18·19·20대 국회의원과 새누리당 최고위원을 지냈다. 국회의원에 당선된 2008년부터 SK 아스팔트 원료 수출, 옥수수 수입 등 무역업을 하는 북경화이선 합자회사, 북경한샘미가상무유한공사, 북경유성공간상무유한공사의 회사 지분 각각 70%, 50%, 66% 을 갖고 있는 대주주였다.
2017년 4월 8일 자유한국당을 탈당하여 새누리당에 입당했고, 박근혜 대통령 탄핵 반대 집회 현장에서 새누리당 대선 후보로 추대되었다. 4월 11일 비상대책위원회에서 경선 후보로 단독 입후보한 조원진을 대선 후보로 공식 확정했다. 2017년 6월 새누리당의 정광용파에 의하여 제명이 결정되었고, 2017년 7월 정미홍, 변희재, 허평환 등과 함께 새누리당을 탈당하여 대한애국당을 창당하였다.
문재인 대통령에 대해 "문재인 씨"라고 부르면서 "대통령으로 인정할 수 없다"고 하는 이유로 박근혜 대통령 탄핵에 대해 "나는 촛불 쿠데타라고 한다. 대한민국의 헌법적 가치는 자유민주주의와 시장경제다. 헌법적 가치를 반하는 혁명을 했다는 것이다. 그들은 촛불혁명이라고 말하지만 우리는 민주주의와 시장경제에 반하는 민중민주주의 혁명이라고 결론을 내렸다. 저들이 헌법개정을 통해 '자유'를 제하려는 이유가 있다."고 밝혔다.
국회 행정안전위원회 소속 의원으로 2019년 국정감사에서 아프리카 돼지열병(ASF) 등 사회재난 대책, 문재인 대통령 기록관 건립의 문제점, 문재인 정권의 특수활동비 문제, 부실한 버닝썬 수사 문제, 유재수 전 부산부시장의 청와대 감찰무마 의혹을 집요하게 파헤쳐 전국의 각분야 270개 시민·사회단체가 함께 참여하여 매년 국정감사의 전 과정을 모니터하는 21년 전통의 국정감사 전문 모니터단인 국정감사NGO모니터단이 선정한 국정감사 국리민복상을 2018년에 이어 2019년에도 수상하면서 2년 연속으로 우수 국회의원에 선정되었다.2008년 총선에서 달서구 병 지역구 의원으로 당선된 이래 3선 의원으로 활동했으나,  2020년 21대 총선에서 3위로 밀려 4선에 실패했다.

## 학력
- 대구종로국민학교 졸업
- 협성중학교 졸업
- 청구고등학교 전학
- 인창고등학교 졸업
- 한국외국어대학교 법정대학 정치외교학 학사
- 영남대학교 행정대학원 행정학 석사

## 범죄 사실
- 교통사고처리특례법위반, 도로교통법위반: 벌금 150만 원 - 1992년 4월 3일 선고[6]

- 2009년 11월 13일 서울남부지방법원 형사 10단독 서보민 판사는 상해 혐의로 불구속 기소된 조원진에게 벌금 50만 원을 선고했다. 조원진은 2009년 3월 1일 오후 8시30분께 국회 본관 중앙홀에서 의원총회를 진행하는 과정에서 서갑원 민주당 국회의원 등의 항의를 받자 서갑원의 가슴을 밀어 넘어뜨렸으며, 서갑원은 넘어지면서 뒤에 있던 사다리에 부딪혀 허리 등에 전치 2주의 상처를 입었다.[7]

- 2018년 1월 평창동계올림픽을 앞두고 현송월 삼지연관현악단장이 이끄는 북한 예술단 사전점검단이 방남했을 당시 “평창올림픽이 북한 체제를 선전하는 평양올림픽으로 전락하고 있다”며 “국적불명의 한반도기를 등장시키고 마식령스키장에서 공동훈련하는 것은 강원도민과 평창 주민의 땀과 노력을 물거품으로 만드는 것”이라고 하면서 인공기와 김정은 북한 국무위원장 사진, 한반도기를 짓밟고 불을 붙이고, ‘문재인 대통령 퇴진’ 등의 구호도 외쳐 미신고 집회를 연 혐의로 서울중앙지법 형사16단독 이준민 판사 심리로 2020년 5월 8일 열린 집회 및 시위에 관한 법률 위반 사건 공판기일에서 조원진은 “검찰의 기소는 헌법에 보장된 정당활동에 대한 탄압”이라고 하면서 "검찰의 기소를 이해할 수 없다”고 말했다. 법원은 6월 5일 "피고인이 참가한 이 집회는 외형적으로는 기자회견이지만 실질적으로는 평창올림픽에 북한의 참가를 반대하는 공동의견을 형성해 일시적으로 일정 장소에 모인 것으로 집회에 해당한다"고 하면서 벌금 100만 원을 선고했다.(서울중앙지방법원2020고단4646)

## 업적
2019년 2월15일 오늘까지 제111차 태극기 집회를 대한애국당과 박근혜 천만인무죄석방운동과 같이 주도했다. 매주 토요일 서울역에서 오후 1시 30분 (겨울철), 여름철 오후 2시에 1부 집회를 한다.
서울역에서 걸어서 광화문 광장까지 도보집회를 하고 광화문에서 2부 태극기 애국집회를 개최한다. 대한애국당에서 방송차량 1대 혹은 2대를 지원하며 대부분은 자발적 시민들이 깃발, 현수막, 풍물패 , 마이크 방송차 등 다양한 집회의 볼거리를 제공한다.
집회의 목적은 처음에는 탄핵무효로 출발했으나 현재는 선거무효, 독재정권 타도, 공산좌파정권과의 외로운 투쟁을 계속하고 있다. 그러나 공영 방송에서는 나오지 않으며 우파 유튜브 방송을 통하여 주로 방송된다.

## 논란

### 세월호 유족 명예훼손 논란
2014년 7월 2일, 세월호 참사 진상규명을 위한 국회 세월호 국정조사 특별위원회 기관보고 중 "싸우지 말라"고 말리는 세월호 유가족을 향해 삿대질을 하며 "당신 누구야?", "유가족이면 좀 가만히 있어라"라고 고성을 지르며 막말 소동을 일으켜 논란을 일으켰다.
2014년 7월 11일, 세월호 사고의 진상 규명을 위한 국정조사특별위원회의 마지막 기관보고에서 세월호 참사를 조류인플루엔자(AI)와 비교해 다시 한번 논란을 일으켰다.

### 허위 의혹 제기
2014년 7월 11일 조원진은 유병언 전 세모그룹 회장과 노무현 정부 사이의 유착 의혹을 제기하며, 황교안 법무부 장관에게 “전직 대통령이 해양수산부 장관을 할 때 유병언하고 밥 먹은 사진이 나왔다. 확인해봤냐?”라고 질문하였다. 그러나 실제 그 사진에 등장하는 사람은 유병언이 아니라 참여정부 경제보좌관을 지낸 조윤제 서강대 교수였으며, 이후 조원진은 사진이 사실이 아님을 알면서도 그런 질문을 하였다고 시인하였다. 하지만 그는 지금까지 아무런 공식 사과도 하지 않고 있다.

### 헌법 관련 발언
조원진은 2016년 2월 4일 '신율의 출발 새아침' 라디오 인터뷰에서 유승민 의원을 겨냥하여 “헌법보다 차라리 대통령과의 관계가 먼저이다”라고 발언하였다. 또한 국회에서 기자들과 만난 자리에서 "헌법 위에 사람 관계가 우선인 것 아니냐"라고 주장하였다. 이에 대하여 서울대학교 조국 교수는 조원진의 발언을 "반헌법적 선언"이라고 비판하였으며, 사학자 전우용은 트위터에 “법보다 인간관계를 앞세우는 집단이 조폭집단이다. 이런 집단이 지배하는 영역이 '암흑가'이고, 이런 집단이 다스리는 나라가 '암흑국가'"라면서 "'헬조선'이라는 말이 공연히 생긴 게 아니다"고 비판하였다. 동양대학교 진중권 교수는 "의리 때문에 법률을 위반하는 조폭은 봤어도, 의리 때문에 헌법을 무시하는 조폭은 처음 본다"고 비꼬았다.

### 문재인 대통령에 대한 욕설 논란
조 대표는 2018년 4월 28일 열린 문재인 대통령 퇴진 운동 집회, 속칭 ‘태극기 집회’에서 문재인 대통령과 김정숙 여사를 향하여 원색적인 비난 발언을 하여 물의를 일으켰다. 조 대표는 당시 문 대통령을 '정신없는 인간' '미친ㅅㄲ' 등으로 부른 데 이어 김 여사와 서훈 국가정보원장, 정의용 국가안보실장에 대해서도 '김정은 위원장의 기쁨조' 등으로 비난하였다. 이에 대하여 더불어민주당은 5월 3일 조원진을 검찰에 고발하였다.

## 경력
- 대우그룹 중국기획조사부장
- 1987년: 통일민주당 창당발기인
- 1988년 ~ 1992년: 제13대 국회 황병태 국회의원 보좌관
- 1997년 ~ 1998년: 국민신당 대구시당 수성구 갑 지구당위원장
- 2004년 ~ 2008년: 재중국한국인회 부회장
- 2006년 ~ 2008년: 세계해외한인무역협회(OKTA) 북경지회 지회장, 상임이사
- 2008년 5월 ~ 2012년 5월: 제18대 국회의원(대구 달서구 병)
- 2009년: 제18대 국회 환경노동위원회 간사
- 2010년 ~ 2011년: 한나라당 원내부대표
- 2010년: 한나라당 지방선거공천심사위원회 위원
- 2010년: 한나라당 조직강화특별위원회 위원
- 2010년: 한나라당 정책조정위원회 부위원장
- 2010년: 제18대 국회운영위원회 위원
- 2010년: 제18대 국회 국토해양위원회 위원
- 2012년 5월 ~ 2016년 5월: 제19대 국회의원(대구 달서구 병)
- 2012년 ~ 2013년: 새누리당 전략기획본부장
- 2012년: 한중정치경제포럼 대표의원
- 2012년: 새누리당 제18대 대통령선거 중앙선거대책위원회 불법선거감시단 단장
- 2012년: 제19대 국회 정무위원회 위원
- 2013년: 박근혜 대통령 당선인 중국 특사
- 2013년 ~ 2014년: 제19대 국회 정보위원회 간사
- 2013년: 새누리당 외교역량강화특별위원회 위원
- 2013년: 한·중 정상회담 박근혜 대통령 특별수행원
- 2013년: 새누리당 제2정책조정위원회 위원장
- 2014년: 새누리당 재외국민위원회 중국위원장
- 2014년 ~ 2015년 7월: 제19대 국회 안전행정위원회 간사
- 2014년: 새누리당 제1정책조정위원회 위원장
- 2015년: 제19대 국회 공무원연금개혁 국민대타협기구 공동위원장
- 2015년: 제19대 국회 공무원연금개혁특별위원회 새누리당 간사
- 2015년: 새누리당 정책위원회 부의장
- 2015년 9월 ~ 2016년 5월: 새누리당 대구광역시당 위원장
- 2015년 7월 ~ 2016년 5월: 새누리당 원내수석부대표
- 2015년 7월 ~ 2016년 5월: 제19대 국회 안전행정위원회 위원
- 2015년 7월: 제19대 국회운영위원회 간사
- 2016년 5월 ~ 2020년 5월: 제20대 국회의원(대구 달서구 병)
- 2016년 6월 ~ 2018년 5월: 제20대 국회 전반기 예산결산특별위원회 위원
- 2016년 6월 ~ 2018년 5월: 제20대 국회 전반기 환경노동위원회 위원
- 2016년 8월 ~ 2016년 12월: 새누리당 최고위원
- 2017년 2월 ~ 2017년 7월: 제20대 국회 전반기 미래창조과학방송통신위원회 위원
- 2017년 7월 ~ 2018년 5월: 제20대 국회 전반기 과학기술정보방송통신위원회 위원
- 2017년 8월 : 대한애국당 대표최고위원
- 2018년 7월 ~ 2020년 5월: 제20대 국회 하반기 행정안전위원회 위원
- 2019년 6월 ~ 2020년 3월: 우리공화당 공동대표
- 2020년 3월: 자유공화당 공동대표
- 2020년 3월 ~ : 우리공화당 대표
- 우리공화당 대구시당위원장

## 조원진을 연기한 배우

### 예능
- SNL 코리아 (tvN) - 김준현

## 소속 정당
| 소속 정당 | 소속 정당  | 소속 기간 | 비고           |
| --------- | ---------- | --------- | -------------- |
|           | 통일민주당 | 1987~1990 | 창당 정계 입문 |
|           | 민주자유당 | 1990~1995 | 합당           |
|           | 신한국당   | 1995~1997 | 당명 변경      |
|           | 무소속     | 1997      | 탈당           |
|           | 국민신당   | 1997~1998 | 창당           |
|           | 무소속     | 1998~2008 | 탈당           |
|           | 친박연대   | 2008      | 입당           |
|           | 무소속     | 2008      | 탈당           |
|           | 한나라당   | 2008~2012 | 입당           |
|           | 새누리당   | 2012~2017 | 당명 변경      |
|           | 자유한국당 | 2017      | 당명 변경      |
|           | 무소속     | 2017      | 탈당           |
|           | 새누리당   | 2017      | 입당           |
|           | 무소속     | 2017      | 제명           |
|           | 대한애국당 | 2017~2019 | 창당           |
|           | 우리공화당 | 2019~2020 | 당명 변경      |
|           | 자유공화당 | 2020      | 합당           |
|           | 우리공화당 | 2020~현재 | 당명 변경      |

## 역대 선거 결과
|  | 5.01% |

|  | 7.56% |

|  | 49.23% |

|  | 74.77% |

|  | 66.24% |

|  | 0.13% |

|  | 15.08% |

|  | 0.07% |

|  | 16.82% |

## 같이 보기
- 달서구 병
- 대구 달서구의 국회의원